# Forte de Santo António (Vila Franca do Campo)
O Forte de Santo António localizava-se na atual freguesia da Ribeira das Tainhas, concelho de Vila Franca do Campo, na costa sul da ilha de São Miguel, nos Açores.
Em posição dominante sobre este trecho do litoral, constituiu-se em uma fortificação destinada à defesa deste ancoradouro contra os ataques de piratas e corsários, outrora frequentes nesta região do oceano Atlântico.

## História
No contexto da instalação da Capitania Geral dos Açores, o seu estado foi assim reportado em 1767:
"13.° — Forte de Santo António em Villa Franca. Tem 8 canhoneiras e 3 peças de ferro boas; precisa 5."
Ao final do século XVIII, a Relação dos Castelos e mais Fortes da Ilha de S. Miguel do seu estado do da sua Artelharia, Palamentas, Muniçoens e do q.' mais precizam, pelo major engenheiro João Leite de Chaves e Melo Borba Gato, informava:
"Forte de S. Antonio - Na extremid.e da V.a e da ultima praia, q.' lhe fica a direita, Oeste defend.a por tiros cruzados deste, e do dos Boeiros, auxillia a defença rectilinia deste, e he util como elle E ambos, p.a defender e entrada do Sueste p.a o Ilheo, como o de S. Franc.o e Real, p.a a do boquete do mesmo pelo NorOeste, e approveitando-se as suas vantagens, e construindo-se no Ilheo hu'a bataria então essenciais p.a reprimir o desembarque, q.' antes, o inimigo tentaria do que meter-se entre 2 fogos; e assim este merece a mesma attenção q.' aq.le em reedificar-se, e guarnecer-se: tem 8 canhoneiras e 3 peças desmontadas palam.ta e munições nada."
A "Relação" do marechal de campo Barão de Bastos em 1862 informa que dele "Apenas existem os vestígios".
Desta estrutura subsistem apenas vestígios dos alicerces e parte de um troço de muralha sobre a rocha em que se erguia.

## Características
Constituía-se em um forte de pequenas dimensões, em cujos muros se abriam oito canhoneiras.